# NGC 254
NGC 254 è una galassia lenticolare situata nella costellazione dello Scultore.

## Descrizione
La galassia presenta una larga riga a 21 cm dell'idrogeno neutro.

## Scoperta
NGC 254 è stata scoperta il 28 settembre 1834 dall'astronomo britannico John Herschel.